# Merchants' Hall
Merchants' Hall (parfois Merchants' Arch) est un ancien hall de guilde du XIXe siècle, aujourd'hui un bâtiment protégé, situé à Dublin, en Irlande. Il est situé en face du pont Ha'penny et adossé à Temple Bar. Le bâtiment était le dernier des halls de guilde de la ville à être construit et n'a fonctionné comme hall de guilde que pendant une période de 20 ans avant de cesser lorsque la guilde des Marchands été dissoute, avec les autres guildes de la ville.
Depuis lors et jusqu'en 2021, il a eu un certain nombre d'utilisations, notamment comme école de garçons, usine, unité de vente au détail, restaurant de restauration rapide et pub. Depuis 2021, un pub nommé Merchants 'Arch occupe les locaux,.

## Histoire
Wellington Quay a été aménagé par les Wide Street Commissioners en 1815 et, après l'achèvement du quai, il a offert un site à la guilde des Marchands pour la construction d'une nouvelle salle dédiée. Auparavant, les bâtiments du quartier étaient adossés directement à la rivière Liffey.[réf. nécessaire]

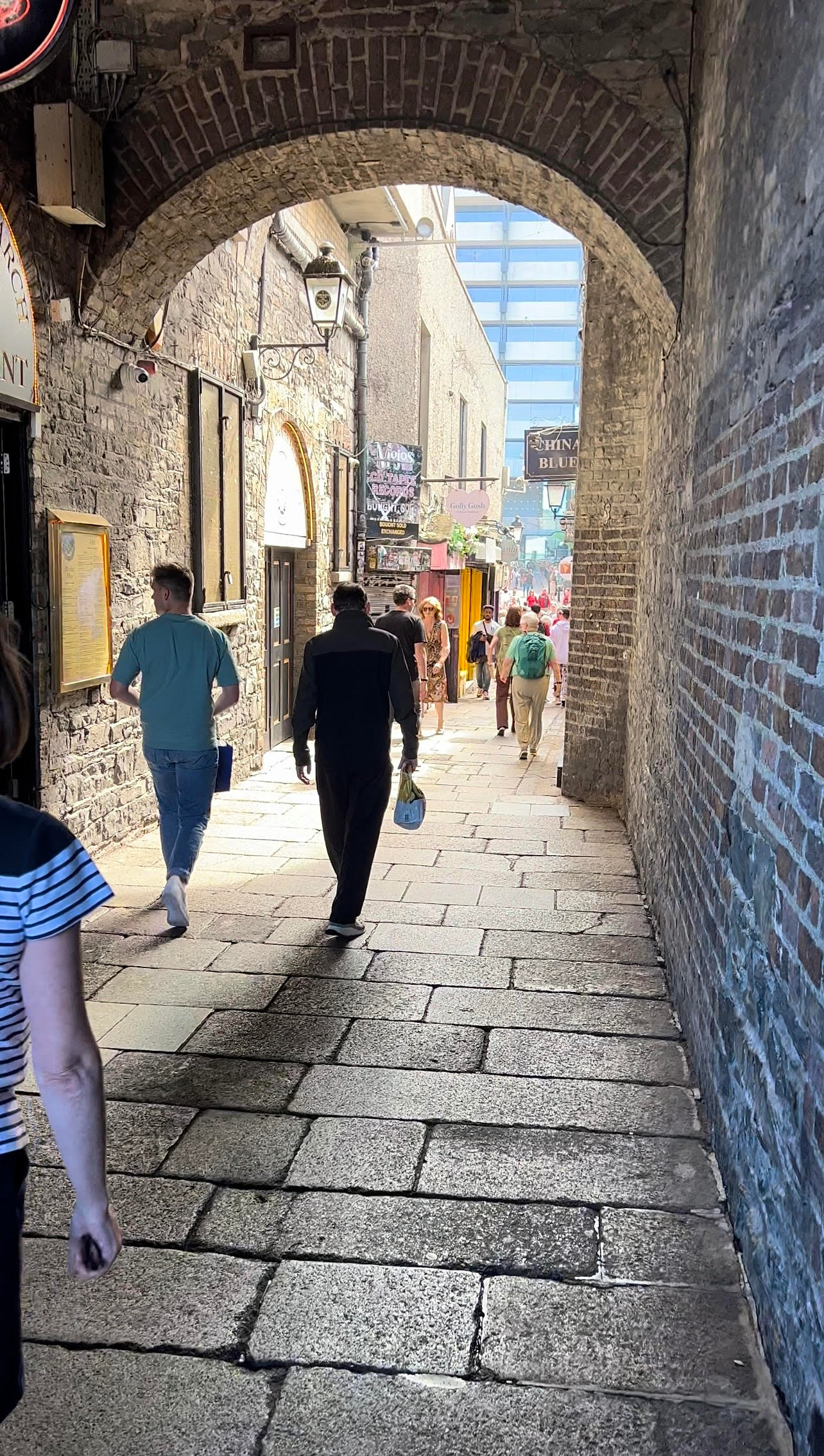
Vue sur Merchants' Arch menant à Temple Bar avec l'ancien siège de la Banque centrale d'Irlande en arrière-plan

La Guilde des Marchands (parfois appelée Guilde de la Sainte Trinité) a opéré à partir des locaux pendant une période d'environ 20 ans à partir de la construction du bâtiment en 1821 jusqu'en 1841, lorsque la loi sur la réforme municipale a vu la dissolution des guildes de la ville.
À partir de 1873, la salle est devenue la Merchant Tailors 'Endowed School après avoir déménagé de Tailors 'Hall jusqu'à ce que l'école ferme finalement en 1910. Plus tard, le bâtiment a abrité diverses manufactures.[réf. nécessaire]

## Bâtiment
Le bâtiment est une maison de ville géorgienne à deux étages sur sous-sol surélevé et une façade en granit. Les murs sont en pierre de taille sur les côtés et à l'arrière de la propriété tandis que les cheminées sont construites en brique brune. Le toit est de forme à peu près pyramidale.
En 2021, un développement hôtelier proposé pour être construit au 1-4 Merchant's Arch laneway, a obtenu un permis de construire controversé,,.